# Calepineur
Le calepineur est un dessinateur spécialisé qui transforme les dessins d'architecte en plan d'exécution, les calepins d'appareil, qui détaillent à diverses échelles les cotes des pierres, et précisent leur forme et leur matière. C'est ce travail qui donne corps à l'idée de l'architecte, comme un patron de couture d'après le croquis du styliste.
Mais le calepin d'appareil ou de pose comme détermination de la disposition et calcul du nombre d'éléments pour couvrir une surface ou former un volume se pratique également dans de nombreuses spécialités du bâtiment (carrelage, couverture, charpente).
Actuellement, les calepins d'appareils simples de dallage, ou de faux plafonds, sont la plupart du temps réalisés par des logiciels de calepinage ; seul le calepin en taille de pierre requiert encore le travail d'un spécialiste, soit un dessinateur projeteur soit un calepineur. 
Le calepineur en taille de pierre a en règle générale une formation de tailleur de pierre, maitrisant bien la stéréotomie, et sait établir des plans de détail, d'attachement propres à l'établissement de devis, du métrés et à l'exécution. La spécialité du calepineur est de posséder en plus les connaissances nécessaires en stéréotomie lui permettant d'établir tous plans relatifs aux travaux en pierre de taille.
Dans un ouvrage de pierre traditionnel, le calepineur crée le calepin d'appareil c'est-à-dire des croquis selon les indications de l'architecte qu'on appelle dans le jargon des chantiers actuels « le calepinage ». Ces dessins, généralement à l'échelle 1/50, pour les grandes surfaces, 1/20 pour les traits de détail de façade et 1/5 1/4 ou 1/1 pour les carnets de détails particuliers, concernent la mise en œuvre de la pierre. Ils complètent et détaillent les indications d'ensemble fournies par l'architecte et chaque pierre de l'édifice à construire y est représentée, cotée, numérotée. voir détaillée vue par vue, pour l'édification de panneaux par l'appareilleur
Le calepin d'appareil est un dessin qui comporte toutes les indications nécessaires à la réalisation des épures et à la commande des blocs. Il donne les hauteurs, les épaisseurs, les largeurs des pierres, les épaisseurs de joint, les projections des faces de blocs spéciaux et la cote des pierres capables et aussi l'emplacement des baies, le relief et le détail des moulures ou des frises qui ornent la façade, ainsi que le type de pierre à utiliser pour chaque partie de l'édifice.
Le calepin de pose est souvent une copie du calepin d'appareil, mais ce croquis comporte en plus des marques d'appareil qui indiquent la position de chaque pierre dans l'édifice, la saillie ou le retrait des différents ornements par rapport à une surface de référence sur la façade et les axes de pose en référence aux axes de maçonnerie. Toutes ces informations sont indispensables pour l'implantation puis la construction de l'ouvrage.
L'appareilleur est chargé de la réalisation des épures, de la confection des panneaux et des profils destinés au tracé des pierres à tailler. L'appareilleur établit les commandes de pierres, par des bordereaux de débit, en contrôle le façonnage, procède au marquage de celles-ci et organise leur expédition sur le chantier.
Le calepineur a souvent les deux spécialités de calepineur/appareilleur.

## Étymologie
Calepineur et calepin viennent d'Ambrogio Calepino, moine augustin de Bergame, qui écrivit en 1502 le Dictionarium l'un des premiers dictionnaire, (voir article) il s'agissait du premier livre (2 volumes énormes) dans lequel il y avait tout. Appelé calpinus puis calepin, c'est devenu un terme indiquant un petit volume dans lequel on trouve tout, on écrit tout, de là : le calepin d'appareil, édité par le calepineur, dans lequel on a la somme des connaissances à avoir sur un chantier déterminé, en taille de pierre.